# Thomas Enger
Thomas Enger (ur. 21 listopada 1973 w Oslo) pisarz i kompozytor norweski.
Dorastał w Jessheim w południowej Norwegii, obecnie mieszka w Oslo.  Z wykształcenia dziennikarz i historyk.  Przez dziewięć lat pracował w internetowej gazecie ''Nettavisen''.
Debiutował w 2010 powieścią kryminalną Skinndød (wyd. pol. Letarg, przeł. I. Zimnicka, Wydawnictwo Czarne, Wołowiec 2012), w której wykreował postać dziennikarza Henninga Juula. W 2011 ukazała się jego druga (z planowanych sześciu) książka  o Henningu pt. Fantomsmerte (wyd. pol. Bóle fantomowe, przeł. I. Zimnicka, Wydawnictwo Czarne, Wołowiec, 2012). Prawa do wydania serii zostały sprzedane do 17 krajów. Razem z Jørnem Lierem Horstem napisał cykl Blix i Ramm na tropie zbrodni.
Thomas Enger tworzy też muzykę do filmów i musicali.

### Cykl z Henningiem Juulem
- 2010 Skinndød (Letarg, przeł. Iwona Zimnicka, Wydawnictwo Czarne 2012)
- 2011 Fantomsmerte (Bóle fantomowe, przeł. I. Zimnicka, Wydawnictwo Czarne 2012)
- 2013 Blodtåke (Żądza krwi, przeł. I. Zimnicka, Wydawnictwo Czarne 2014)

### Blix i Ramm na tropie zbrodni
We współpracy z Jørnem Lierem Horstem.
- Nullpunkt, 2018 (Punkt zero, przeł. Milena Skoczko, wyd. Smak Słowa, Sopot 2020)
- Røykteppe, 2019 (Zasłona dymna, przeł. Milena Skoczko, wyd. Smak Słowa, Sopot 2020)
- Slagside, 2020 (Nieobliczalni, przeł. Milena Skoczko, wyd. Smak Słowa, Sopot 2021)
- Arr, 2022 (Blizny, przeł. Milena Skoczko-Nakielska, wyd. Smak Słowa, Sopot 2023)
- Offer, 2023 (Ofiary, przeł. Milena Skoczko-Nakielska, wyd. Smak Słowa, Sopot 2024)

### Pozostałe
- 2013 Den onde arven